# 半膜様筋
半膜様筋（はんまくようきん、Semimembranosus ）は人間の下肢の筋肉。
坐骨結節から起こり、半膜様筋腱は内側側副靭帯の下方で3部に分かれ、第1部は前方へ向かって脛骨の内側顆へ行き、半膜様筋腱の第2部は膝窩筋の筋膜に移行する。第3部は斜膝窩靭帯として関節包の後壁へ入り込む。三分割された停止部のことは深鵞足とも呼ばれる。この筋は2関節性の筋として半腱様筋に似た作用をもっている。
支配神経は脛骨神経(L5～S2)である。
作用としては股関節の伸展、膝関節の屈曲・内旋を行う。
大腿二頭筋、半膜様筋、半腱様筋の3つの下腿後面にある筋を合わせてハムストリングという（この他に大内転筋を含むこともある）。